# ああ、レディハリケーン
「ああ、レディハリケーン」は、1979年（昭和54年）9月21日にリリースされた日本のロックシンガー・近田春夫のソロ、サードシングルである。テレビ等の露出では、アーティスト名は「近田春夫&BEEF」と表記された。

## 概要
1977年（昭和52年）8月21日にリリースされた「ロキシーの夜」でソロデビューした近田春夫のソロ3枚目のシングルである。最初のソロは近田春夫&ハルヲフォン在籍時であったが、ソロ2枚目の1979年4月21日リリースの「エレクトリック・ラブ・ストーリー」は、同バンド解散後でまったくのソロ、編曲と演奏はイエロー・マジック・オーケストラが行ったが、本シングルの演奏はBEEFである。リリースナンバーはGK-8083、定価は600円であった。
作詞には前作「エレクトリック・ラブ・ストーリー」にひきつづき、郷ひろみ「寒い夜明け」（1976年）の楳図かずおを起用。編曲は、矢野誠に「YMOっぽく」と発注した。表題曲「ああ、レディハリケーン」は、資生堂の女性用シャンプー「レディバスボン」のCMソングに採用され、CM露出時には歌詞の一部が、「ハリケーン」⇒「バスボン」と差し替えられたヴァージョンであった。
現在、音源は、1992年（平成4年）11月21日にキングレコードからCD再発売されたアルバム『天然の美』のボーナストラックとして、2曲が収録されている。なお同アルバムのCD1989年盤には収録されてはいない。また、楳図かずおが作詞者であるため、2004年にコロムビアミュージックエンターテイメント（現在の日本コロムビア）からリリースされた「グワシ!!まことちゃん-楳図かずおワールド-」にも収録されている。
2018年10月31日にビクターからCD発売されたアルバム『超冗談だから』 には新バージョンの「ああ、レディハリケーン」が収録されている。
なお、2011年7月27日にビクターからCD発売された楳図かずおのマキシシングル『新宿烏』には、楳図歌唱の「ああレディハリケーン」「ああレディハリケーン（Guwashi Version)」「ああレディハリケーン（オリジナルカラオケ）」が収録されている。

## 収録曲
1. ああ、レディハリケーン （4分9秒） - 資生堂「レディバスボン」CMソング
  - 作詞：楳図かずお 作曲：近田春夫 編曲：矢野誠
2. 世界で一番いけない男
  - 作詞：ちあき哲也 作曲：近田春夫 編曲：若草恵

## 註
1. ↑  石川誠壱のウェブサイト「近田春夫と私」の記述を参照。
2. ↑  #外部リンク内の「天然の美」リンク先の記述を参照。